# ستيج وان (ألبوم)
ستيج وان Stage One هو أول البوم لشون بول. صدر في 28 مارس 2000. باع الألبوم 190 ألف نسخة في الولايات المتحدة ولم يحقق هذا الالبوم نجاح كبير.